# L'Aigle et la Colombe
Pour plus de détails, voir Fiche technique et Distribution.
L'Aigle et la Colombe est un film français réalisé par Claude Bernard-Aubert et sorti en 1977.

## Synopsis
Une étudiante américaine, Kate, achève à Munich une thèse sur Hitler. Elle est enlevée par les membres d'une organisation néo-nazie qui la contraignent à collaborer en vue d'un coup d'État à la faveur duquel Herbert, manipulé par ses complices, doit être appelé à jouer le rôle de chef suprême.

## Fiche technique
- Titre : L'Aigle et la Colombe
- Réalisation : Claude Bernard-Aubert
- Scénario : Claude Bernard-Aubert et Michel Levine
- Photographie : Claude Becognée
- Musique : Alain Goraguer
- Montage : Gabriel Rongier
- Son : Jean-Claude Reboul
- Société de production : Shangrila Productions
- Directeur de production : Martial Berthot
- Distribution : Shangrila Productions
- Pays de production :  France
- Genre : drame
- Durée : 102 minutes
- Date de sortie : 
  - France : 4 mai 1977

## Distribution
- Lisbeth Hummel : Kate
- Vania Vilers : Herbert
- Pierre Londiche : Ludwig
- Hélène Surgère : Lily
- Colette Teissèdre : Lotte
- Jean-Louis Tristan : L'associé de Ludwig
- Maurice Vaudaux
- Robert Bazil : Baron Von Tibben
- Marc de Jonge
- Pierre Forget : 	Staub
- Bernard Ranvier : Hitler
- Michel Delahaye : psychiatre
- Pamela Stanford